# Abylaichan Schüssipow
Abylaichan Qairatuly Schüssipow (kasachisch Абылайхан Қайратұлы Жүсіпов; russisch Аблайхан Кайратович Жусупов Ablaichan Kairatowitsch Schussupow; englisch Ablaikhan Zhussupov; * 10. Januar 1997 in Abai, Kasachstan) ist ein kasachischer Boxer im Weltergewicht.

## Karriere
Schüssipow gewann 2013 im Bantamgewicht die Asien-Juniorenmeisterschaften in Schymkent und im Federgewicht die Junioren-Weltmeisterschaften in Kiew. 2014 konnte er im Leichtgewicht jeweils die Asien-Jugendmeisterschaften in Bangkok, die Jugend-Weltmeisterschaften in Sofia, sowie die Olympischen Jugendspiele in Nanjing gewinnen.
Sein erster großer Erfolg bei den Erwachsenen war der Gewinn der asiatischen Olympiaqualifikation 2016 in Qian’an, nachdem er sich im Halbweltergewicht gegen Manoj Kumar, Lim Hyun-chul, David Biddle, Hu Qianxun und Baatarsükhiin Chinzorig durchgesetzt hatte. Bei den Olympischen Spielen 2016 in Rio de Janeiro verlor er dann aber in der Vorrunde mit 1:2 gegen Pat McCormack.
2017 konnte er bei den Asienmeisterschaften in Taschkent die Silbermedaille im Weltergewicht erkämpfen, nachdem er unter anderem mit Siegen gegen Liu Wei und Bjambyn Tüwschinbat ins Finale eingezogen war und dort gegen Shaxram Gʻiyosov unterlegen war. Damit war er für die Weltmeisterschaften 2017 in Hamburg qualifiziert, wo er Walid Mohamed, Vincenzo Mangiacapre und Gabriel Maestre besiegen konnte. Beim Kampf um den Einzug ins Finale schied er erneut gegen Shaxram Gʻiyosov aus und gewann damit eine Bronzemedaille im Weltergewicht.
Bei den Weltmeisterschaften 2019 in Jekaterinburg gewann er erneut eine Bronzemedaille im Weltergewicht; nach siegreichen Kämpfen gegen Wuttichai Masuk, Nick Bier und Rohan Polanco, war er im Halbfinale diesmal gegen Andrei Samkowoi unterlegen.
Im März 2020 nahm er an der asiatischen Olympiaqualifikation in Amman teil, besiegte im Weltergewicht Misheelt Battumur und Wuttichai Masuk, ehe er im Halbfinale mit 2:3 gegen Vikas Krishan ausschied, sich damit jedoch noch für die Olympischen Spiele 2020 in Tokio qualifizieren konnte, welche aufgrund der COVID-19-Pandemie auf das Jahr 2021 verschoben wurden.
Im Mai 2021 gewann er erneut eine Silbermedaille bei den Asienmeisterschaften in Dubai, nachdem er erst im Finale gegen Bobo-Usmon Baturow verloren hatte. Im Juli 2021 nahm er dann an den Olympischen Spielen in Tokio teil, wo er im Achtelfinale mit 1:4 gegen Delante Johnson ausschied.
Im Oktober 2021 startete er bei den Weltmeisterschaften in Belgrad, wo er nach Siegen gegen Yu Lin, Christian Palacio, Damian Durkacz und Baatarsükhiin Chinzorig das Halbfinale erreichte, dort gegen Sewon Okazawa ausschied und damit erneut eine WM-Bronzemedaille gewann. 2024 gewann er im Halbmittelgewicht die Silbermedaille bei der Asienmeisterschaft in Chiang Mai.